# Dasyrhicnoessa yoshiyasui
Dasyrhicnoessa yoshiyasui är en tvåvingeart som beskrevs av Mitsuhiro Sasakawa 1986. Dasyrhicnoessa yoshiyasui ingår i släktet Dasyrhicnoessa och familjen Canacidae. Inga underarter finns listade i Catalogue of Life.